# Taichi (Name)
Taichi (jp.: 太一)  ist ein männlicher japanischer Vorname. Wie bei japanischen Namen üblich kann dieser in einer Vielzahl an gleichlautenden Varianten unterschiedlicher Bedeutung geschrieben werden.
Die Bedeutung des Namens Taichi ist "großer ersten (Sohn). Die häufigste Schreibweise ist 太一.

## Namensträger
- Taichi Kokubun (太一) (* 1974), japanischer Keyboarder und Schauspieler
- Taichi Teshima (多一) (* 1968), japanischer Golfspieler
- Taichi Yamada (太一) (1934–2023), japanischer Drehbuchautor und Romancier

## Künstlername
- Taichi (Rapper) (* 1984), bürgerlich Aimo Brookmann, deutscher Rapper